# Klaus-Dieter Bieler
Pour les articles homonymes, voir Bieler.
Klaus-Dieter Bieler (né le 5 janvier 1949 à Brunswick) est un athlète allemand, spécialiste des épreuves de sprint.

## Biographie
Il se classe troisième du 100 mètres lors des Championnats d'Europe 1974, à Rome, derrière le Soviétique Valeriy Borzov et l'Italien Pietro Mennea, dans le temps de 10 s 35. 

### Palmarès
| Date | Compétition           | Lieu | Résultat | Épreuve |
| ---- | --------------------- | ---- | -------- | ------- |
| 1974 | Championnats d'Europe | Rome | 3e       | 100 m   |

### Records
| Épreuve | Performance | Lieu | Date |
| ------- | ----------- | ---- | ---- |
| 100 m   | 10 s 32     |      | 1976 |